# Giusfredi Bianchi
El Giusfredi Bianchi (codi UCI: GSB) és un equip ciclista femení italià. Creat al 2015, té categoria UCI Women's Team.

## Classificacions UCI

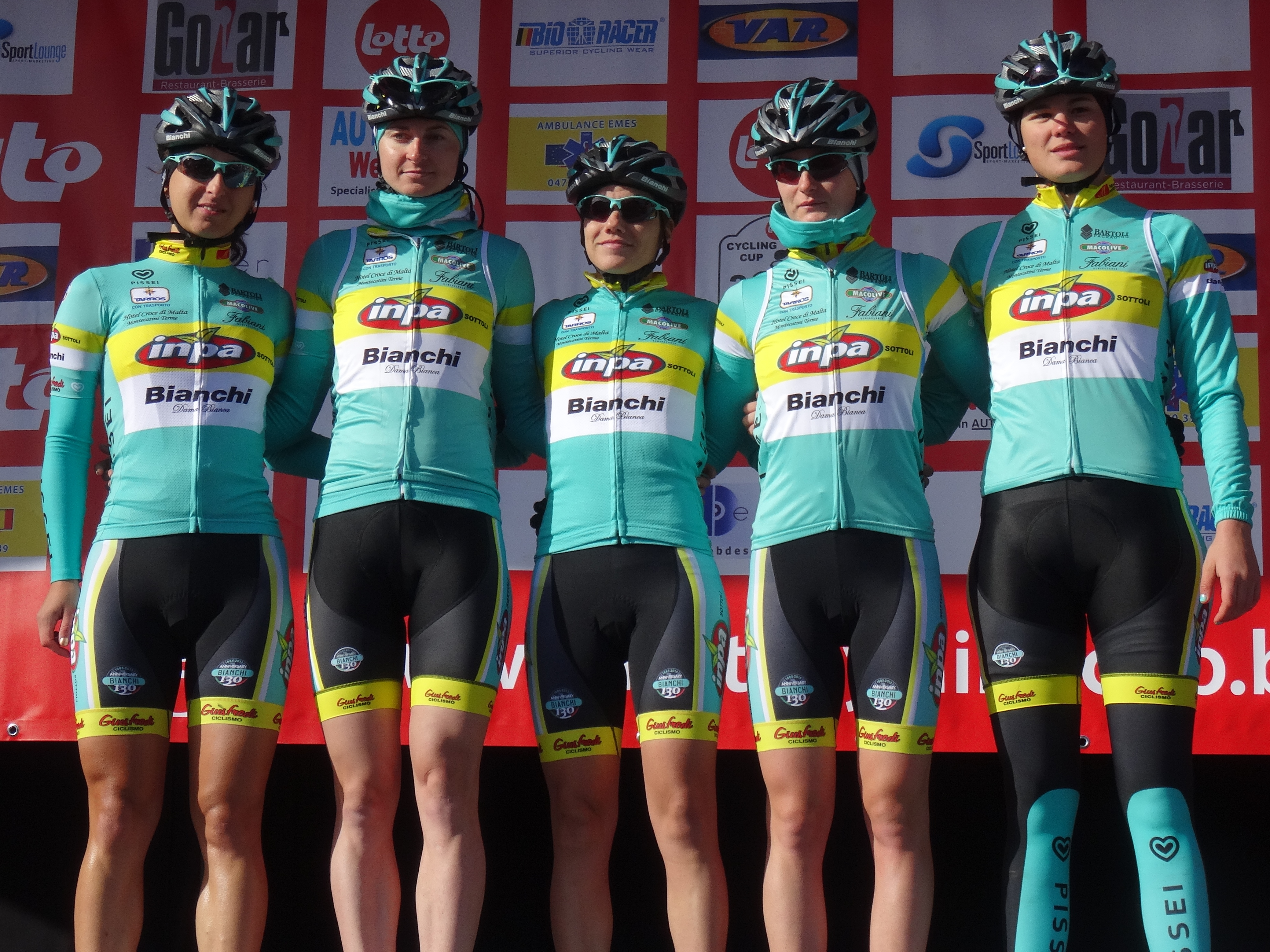
L'equip al 2015

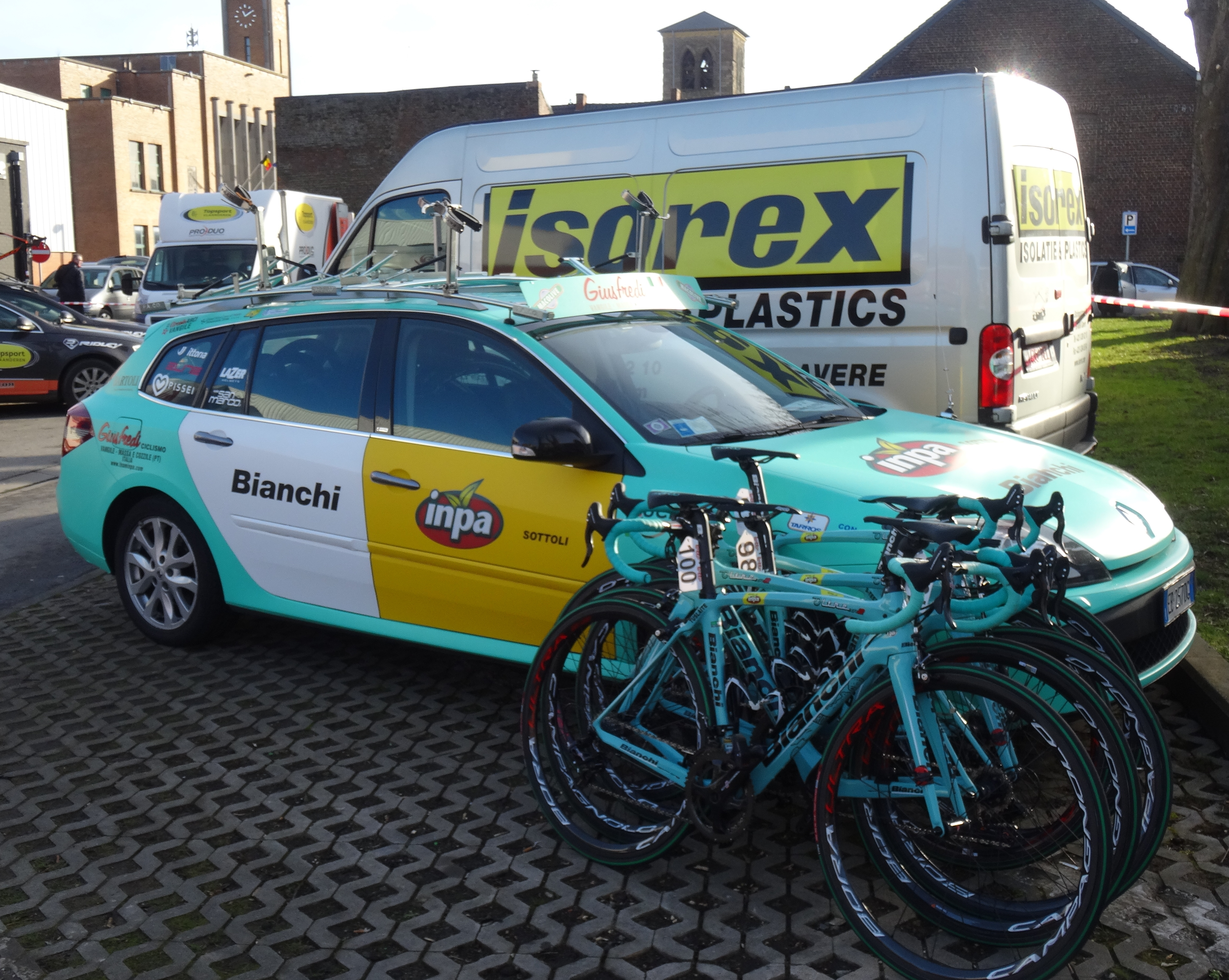
Vehicle de l'equip al 2015

Aquesta taula mostra la plaça de l'equip a la classificació de la Unió Ciclista Internacional a final de temporada i també la millor ciclista en la classificació individual de cada temporada.
| Temporada | Classificació per equips | Millor ciclista en la classificació individual |
| --------- | ------------------------ | ---------------------------------------------- |
| 2015      | 21è                      | Tetiana Riabtxenko (69a)                       |
| 2016      | 23è                      | Tetiana Riabtxenko (80a)                       |
| 2017      | 25è                      | Omer Shapira (189a)                            |

Al 2015 l'equip va participar en la Copa del món
| Temporada | Classificació per equips | Millor ciclista en la classificació individual |
| --------- | ------------------------ | ---------------------------------------------- |
| 2015      | 20è                      | Anna Trevisi (52a)                             |

A partir del 2016, l'UCI Women's WorldTour va substituir la Copa del món
| Temporada | Classificació per equips | Millor ciclista en la classificació individual |
| --------- | ------------------------ | ---------------------------------------------- |
| 2016      | 25è                      | Michela Pavin (85a)                            |
| 2017      | -                        | -                                              |

## Composició de l'equip
| \| Llista de l'equip 2015 \| Llista de l'equip 2015 \| Llista de l'equip 2015 \| Llista de l'equip 2015 \| \| Ciclista \| Data de naixement \| Equip previ \| \| \| ------------------------ \| ---------------------- \| ----------------------------- \| ---------------------- \| \| Alice Maria Arzuffi \| 19 de novembre de 1994 \| Astana BePink Womens (2014) \| \| \| Valentina Bastianelli \| 4 de desembre de 1987 \| SC Michela Fanini Rox (2014) \| \| \| Claudia Cretti \| 24 de maig de 1996 \| \| \| \| Angela Maffeis \| 24 de maig de 1996 \| \| \| \| Rossella Ratto \| 20 de octubre de 1993 \| Estado de México-Faren (2014) \| \| \| Tetyana Riabchenko \| 28 de agost de 1989 \| SC Michela Fanini Rox (2014) \| \| \| Liisi Rist \| 25 de juny de 1991 \| SC Michela Fanini Rox (2014) \| \| \| Ane Santesteban González \| 12 de desembre de 1990 \| Alé Cipollini (2014) \| \| \| Anna Zita Maria Stricker \| 3 de juliol de 1994 \| Astana BePink Womens (2014) \| \| \| Anna Trevisi \| 8 de maig de 1992 \| Estado de México-Faren (2014) \| \| \| Daiva Tušlaitė \| 18 de juny de 1986 \| Forno d’Asolo-Astute (2014) \| \| \| \| \| \| \| \| Font: UCI \| \| \| \| |                        |                               |  |
| Llista de l'equip 2015 |                        |                               |  |
| Ciclista | Data de naixement      | Equip previ                   |  |
| Alice Maria Arzuffi | 19 de novembre de 1994 | Astana BePink Womens (2014)   |  |
| Valentina Bastianelli | 4 de desembre de 1987  | SC Michela Fanini Rox (2014)  |  |
| Claudia Cretti | 24 de maig de 1996     |                               |  |
| Angela Maffeis | 24 de maig de 1996     |                               |  |
| Rossella Ratto | 20 de octubre de 1993  | Estado de México-Faren (2014) |  |
| Tetyana Riabchenko | 28 de agost de 1989    | SC Michela Fanini Rox (2014)  |  |
| Liisi Rist | 25 de juny de 1991     | SC Michela Fanini Rox (2014)  |  |
| Ane Santesteban González | 12 de desembre de 1990 | Alé Cipollini (2014)          |  |
| Anna Zita Maria Stricker | 3 de juliol de 1994    | Astana BePink Womens (2014)   |  |
| Anna Trevisi | 8 de maig de 1992      | Estado de México-Faren (2014) |  |
| Daiva Tušlaitė | 18 de juny de 1986     | Forno d’Asolo-Astute (2014)   |  |
| |                        |                               |  |
| Font: UCI |                        |                               |  |

| \| Llista de l'equip 2016 \| Llista de l'equip 2016 \| Llista de l'equip 2016 \| Llista de l'equip 2016 \| \| Ciclista \| Data de naixement \| Equip previ \| \| \| ------------------------ \| ---------------------- \| --------------------------------- \| ---------------------- \| \| Bethany Allen \| 6 de octubre de 1982 \| \| \| \| Ana Maria Covrig \| 8 de desembre de 1994 \| BePink LaClassica (2015) \| \| \| Claudia Cretti \| 24 de maig de 1996 \| \| \| \| Angela Maffeis \| 24 de maig de 1996 \| \| \| \| Sara Olsson \| 6 de març de 1990 \| Matrix Fitness Pro Cycling (2015) \| \| \| Michela Pavin \| 15 de juliol de 1994 \| Servetto Footon (2015) \| \| \| Tetyana Riabchenko \| 28 de agost de 1989 \| SC Michela Fanini Rox (2014) \| \| \| Anna Zita Maria Stricker \| 3 de juliol de 1994 \| Astana BePink Womens (2014) \| \| \| Daiva Tušlaitė \| 18 de juny de 1986 \| Forno d’Asolo-Astute (2014) \| \| \| Lara Vieceli \| 16 de juliol de 1993 \| SC Michela Fanini Rox (2015) \| \| \| \| \| \| \| \| Font: UCI \| \| \| \| |                       |                                   |  |
| Llista de l'equip 2016 |                       |                                   |  |
| Ciclista | Data de naixement     | Equip previ                       |  |
| Bethany Allen | 6 de octubre de 1982  |                                   |  |
| Ana Maria Covrig | 8 de desembre de 1994 | BePink LaClassica (2015)          |  |
| Claudia Cretti | 24 de maig de 1996    |                                   |  |
| Angela Maffeis | 24 de maig de 1996    |                                   |  |
| Sara Olsson | 6 de març de 1990     | Matrix Fitness Pro Cycling (2015) |  |
| Michela Pavin | 15 de juliol de 1994  | Servetto Footon (2015)            |  |
| Tetyana Riabchenko | 28 de agost de 1989   | SC Michela Fanini Rox (2014)      |  |
| Anna Zita Maria Stricker | 3 de juliol de 1994   | Astana BePink Womens (2014)       |  |
| Daiva Tušlaitė | 18 de juny de 1986    | Forno d’Asolo-Astute (2014)       |  |
| Lara Vieceli | 16 de juliol de 1993  | SC Michela Fanini Rox (2015)      |  |
| |                       |                                   |  |
| Font: UCI |                       |                                   |  |

| \| Llista de l'equip 2017 \| Llista de l'equip 2017 \| Llista de l'equip 2017 \| Llista de l'equip 2017 \| \| Ciclista \| Data de naixement \| Equip previ \| \| \| ----------------------------------- \| ---------------------- \| ------------------------ \| ---------------------- \| \| Michela Balducci \| 30 de juliol de 1995 \| SC Michela Fanini (2016) \| \| \| Simona Bortolotti \| 6 de desembre de 1994 \| BePink (2016) \| \| \| Vania Canvelli \| 21 de octubre de 1997 \| \| \| \| Daniela Dumitru \| 25 de juliol de 1987 \| \| \| \| Giorgia Fraiegari \| 18 de juliol de 1995 \| BePink (2016) \| \| \| Chiara Perini \| 9 de desembre de 1997 \| \| \| \| Omer Shapira \| 9 de setembre de 1994 \| \| \| \| Victoria Zavalloni \| 17 de setembre de 1998 \| \| \| \| Sara Barbieri (13 de abr–31 de des) \| 29 de juny de 1991 \| \| \| \| Francesca Cauz (1 de abr–31 de des) \| 24 de setembre de 1992 \| Alé Cipollini (2016) \| \| \| \| \| \| \| \| Font: ProCyclingStats \| \| \| \| |                        |                          |  |
| Llista de l'equip 2017 |                        |                          |  |
| Ciclista | Data de naixement      | Equip previ              |  |
| Michela Balducci | 30 de juliol de 1995   | SC Michela Fanini (2016) |  |
| Simona Bortolotti | 6 de desembre de 1994  | BePink (2016)            |  |
| Vania Canvelli | 21 de octubre de 1997  |                          |  |
| Daniela Dumitru | 25 de juliol de 1987   |                          |  |
| Giorgia Fraiegari | 18 de juliol de 1995   | BePink (2016)            |  |
| Chiara Perini | 9 de desembre de 1997  |                          |  |
| Omer Shapira | 9 de setembre de 1994  |                          |  |
| Victoria Zavalloni | 17 de setembre de 1998 |                          |  |
| Sara Barbieri (13 de abr–31 de des) | 29 de juny de 1991     |                          |  |
| Francesca Cauz (1 de abr–31 de des) | 24 de setembre de 1992 | Alé Cipollini (2016)     |  |
| |                        |                          |  |
| Font: ProCyclingStats |                        |                          |  |